# Mario Pavesi
Mario Pavesi (Cilavegna, 1º gennaio 1909 – Milano, 5 febbraio 1990) è stato un imprenditore italiano, fondatore dell'azienda alimentare Pavesi.

## Biografia
Nacque a Cilavegna, in provincia di Pavia, in una famiglia di fornai, dove il giovane Mario iniziò a lavorare. Dall'attività paterna si scostò per divenire venditore e grossista di dolci, trasferendosi poi, nel 1934, con i fratelli a Novara, dove rileva una pasticceria, in Corso Cavour, mentre continua a dedicarsi al commercio di coloniali, prodotti da forno, dolciumi e caffè. Comincia presto a espandere l'impresa artigianale: nel 1936 inaugura un nuovo forno, vicino alla stazione ferroviaria e, alla vigilia della seconda guerra mondiale, un terzo impianto, di dimensioni più ampie, in cui trovano lavoro già una decina di operai. La sua scelta imprenditoriale è quella di affiancare subito alla produzione del pane quella di diversi prodotti da forno, in particolare una specialità tradizionale locale, i “biscottini di Novara”, che diventano il prodotto di punta della sua rete commerciale.
La produzione dei primi biscotti di Novara si espanse progressivamente fino allo scoppio della seconda guerra mondiale. Il dopoguerra permise a Pavesi di conoscere i gusti culinari del popolo statunitense, grazie agli approvvigionamenti dati all'esercito di liberazione.
Un viaggio in quella nazione lo portò ad ideare, dagli originali "biscotti di Novara", un prodotto che avesse un minore costo e una maggiore digeribilità, i Pavesini.
Precursore dell'immagine pubblicitaria, Mario Pavesi fu uno dei primi industriali ad avvalersi dell'accostamento dei propri prodotti a personaggi conosciuti ed apprezzati dal pubblico.
Con la consulenza di un noto pubblicitario, Mario Bellavista, l'imprenditore avvia negli anni cinquanta una imponente campagna di comunicazione, estesa al territorio nazionale e destinata a ogni canale all'epoca disponibile: stampa, radio, cinema e, in seguito, televisione. I “biscottini di Novara” diventano allora i Pavesini, un prodotto de-localizzato pensato soprattutto per il consumo di bambini e adolescenti; le campagne pubblicitarie sottolineano il valore nutritivo e salutare dei biscotti, evidenziando la genuinità del prodotto che, per la sua leggerezza, è adatto a un consumo senza limiti, come recita il celeberrimo slogan proposto dal 1958: “è sempre l'ora dei Pavesini”.

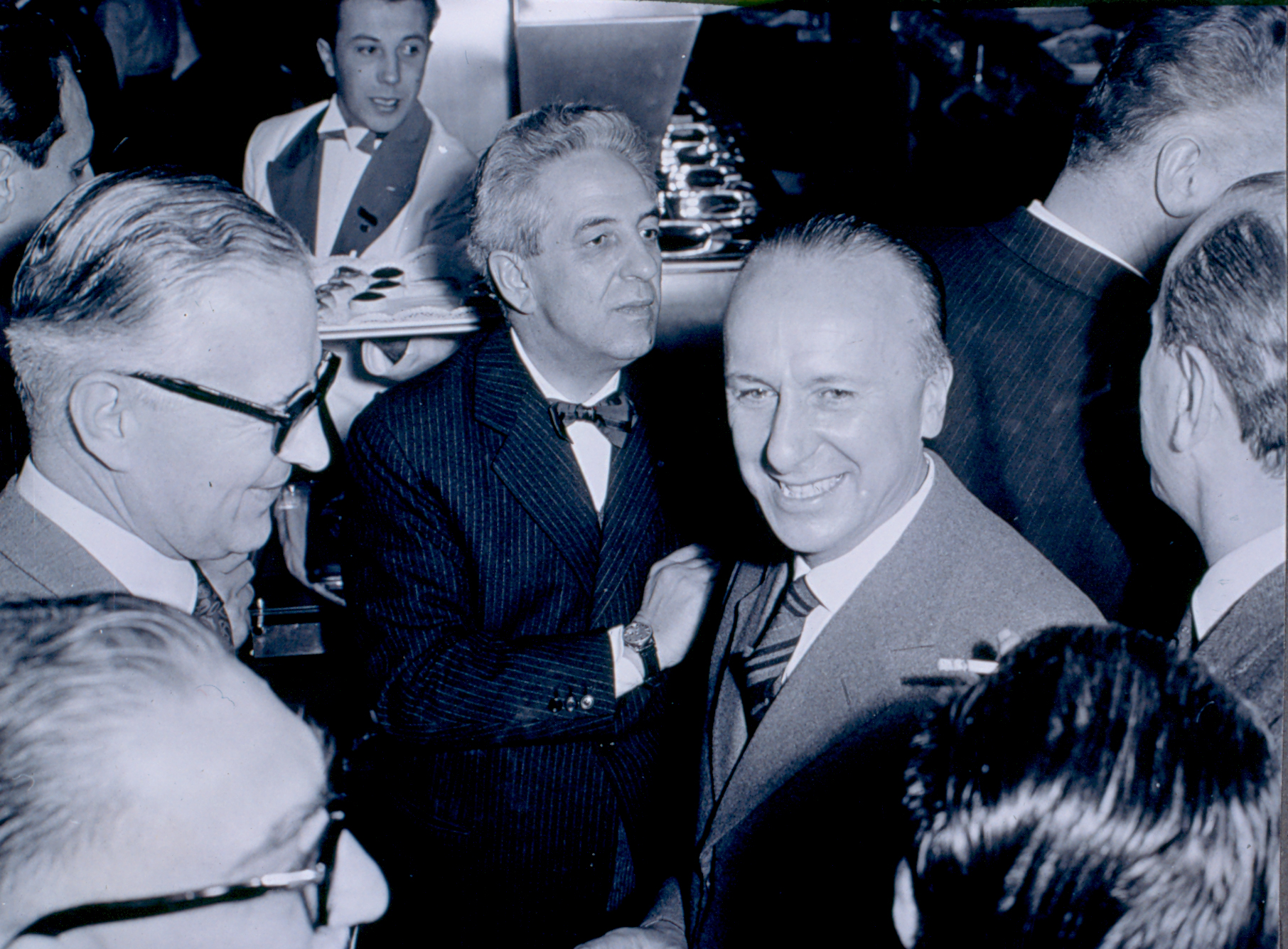
Inaugurazione dell' Autogrill Fiorenzuola d'Arda (1959)

La spinta potente alle vendite data dall'efficacia del messaggio pubblicitario impone a Pavesi uno sforzo di ammodernamento delle strutture societarie e produttive: nel 1953 l'impresa diventa società per azioni sotto la ragione di Pavesi Biscottini di Novara spa, mentre nel 1954 viene inaugurato un nuovo stabilimento, in cui si concentrerà la produzione della Pavesi negli anni del miracolo economico. Sul versante della commercializzazione, risale a questo periodo la costruzione di una rete capillare di distribuzione su tutto il territorio nazionale, basata su filiali regionali e depositi, mentre particolare cura è posta nella formazione degli agenti di vendita e nel rapporto con i negozianti, che vengono incoraggiati a evidenziare i prodotti Pavesi grazie alla realizzazione di espositori monomarca e a richiami pubblicitari all'interno del punto vendita.
Una volta assestata la struttura produttiva e commerciale dei Pavesini, l'imprenditore punta a sfruttare le economie di diversificazione avviando la produzione dei cracker, insieme alla sperimentazione sui biscotti farciti (che realizzerà poi alla fine degli anni Sessanta con il lancio dei biscotti Ringo), e su quelli ricoperti di cioccolato (i biscotti Togo, commercializzati all'inizio del decennio seguente).
Dal viaggio statunitense Pavesi trasse anche spunto per l'ideazione dei punti ristoro sulle autostrade.
Già alla fine degli anni quaranta era stato aperto alla periferia di Novara, sull'autostrada Milano-Torino, il chiosco di Veveri per la ristorazione e la vendita dei prodotti Pavesi agli automobilisti in transito. Riedificato nel 1952 dall'architetto Angelo Bianchetti (1911-1994), specializzato in edilizia industriale, il chiosco diventerà il primo autogrill, modello per la futura espansione dell'azienda in un ramo pronto a trasformarsi in un business florido, al seguito dello sviluppo della rete autostradale italiana e del traffico automobilistico negli anni del boom economico. Sempre sostenuto dall'originalità progettuale di Bianchetti, Pavesi avvia un programma sistematico di costruzione di aree di ristoro sulle arterie stradali già in esercizio e poi, tra la fine del decennio cinquanta e i primi anni sessanta, al seguito della progressiva realizzazione dell'autostrada del Sole: il modello americano delle catene di motel, ristoranti e grill lungo i tracciati autostradali ispira le nuove strutture architettoniche degli autogrill Pavesi, che si distinguono per le soluzioni costruttive ardite e moderne, identificate dalle forme circolari, da grandi vetrate e dai nuovi ristoranti “a ponte”, accessibili dalle due corsie di marcia dell'autostrada (il primo è quello di Fiorenzuola d'Arda, del 1959).
In questo campo Pavesi anticipa la concorrenza, dato che la milanese Motta aprirà solo nel 1962 l'area di ristoro di Cantagallo (PO), e la altrettanto meneghina Alemagna seguirà a notevole distanza.
L'evoluzione della struttura dell'impresa novarese è documentata dai dati di bilancio, che testimoniano la rapida espansione a partire dalla trasformazione della ditta individuale in società per azioni, nel 1953, quando Pavesi ricopre il ruolo di unico amministratore, affiancato da tre sindaci. Gli anni seguenti vedono una sostenuta politica di investimenti e, nel 1956, la svolta: il capitale sociale raggiunge i 400 milioni, ma salirà ancora, fino a 1 miliardo e 400 milioni nel 1964. L'iniezione di liquidità segna una progressiva “spersonalizzazione” dell'impresa, che da azienda a guida individuale diviene una vera e propria società di capitali, caratterizzata dalla presenza di azionisti di rilievo. Nel 1960 Pavesi appare ancora tra i consiglieri d'amministrazione, ma la presidenza della società è affidata a Enrico Barsighelli, un alto funzionario della Edison.
L'espansione progressiva della Pavesi, portò il fondatore ad allontanarsi gradualmente dalla vita societaria, fino alla vendita del gruppo alla Montedison, nel 1972.

### Morte
Morì all'età di 81 anni, per un attacco cardiaco, dopo una malattia di un anno. Venne sepolto nel cimitero della sua città natale.

## Archivio
La documentazione relativa all'attività della Pavesi è conservata presso l'Archivio storico Barilla, che raccoglie la documentazione della Barilla e delle aziende ad essa in vario modo collegate.